# São José (Mé-Zóchi)
São José (Mé-Zóchi) é uma aldeia de São Tomé e Príncipe, localiza-se no distrito de Mé-Zóchi, ilha de São Tomé, próxima às localidades de Monte Café e São João.